# Wojciech Cynarski
Wojciech Jan Cynarski (ur. w 1965 roku) – polski profesor nauk o kulturze fizycznej, socjolog, pedagog, inżynier, trener, mistrz-nauczyciel sztuk walki, wg kilkukierunkowego wykształcenia. Także, wg dorobku naukowego, antropolog kulturowy, hoplolog, badacz w obszarach sztuk walki, sportu, turystyki i rekreacji.
W 1998 roku uzyskał na Akademii Wychowania Fizycznego Józefa Piłsudskiego w Warszawie stopień doktora nauk o kulturze fizycznej. Tematem jego rozprawy doktorskiej były Dalekowschodnie sztuki walki budo w kulturze sportowej Zachodu, a promotorem - Jerzy Kosiewicz. Stopień doktora habilitowanego uzyskał w 2005 roku, na tej samej uczelni, na podstawie rozprawy Teoria i praktyka dalekowschodnich sztuk walki w perspektywie europejskiej. Tytuł profesora nauk o kulturze fizycznej otrzymał w 2016 roku[].
Jest profesorem Uniwersytetu Rzeszowskiego, kierownikiem Katedry Społeczno-Humanistycznych Podstaw Kultury Fizycznej. Wykłada m.in. socjologię sportu i socjologię czasu wolnego na Wydziale Nauk o Kulturze Fizycznej UR oraz teorię sztuk walki w Szkole Doktorskiej UR. Zajmuje się też socjologią i antropologią kultury, turystyki i sztuk walki, historią kultury fizycznej i hoplologią (nauka o kulturach militarnych).
Sztuki walki i sporty walki uprawia od roku 1977; między innymi studiował za granicą pod kierunkiem wybitnych mistrzów japońskiego Budō. Posiada licencje trenera i sędziego międzynarodowego w jūjutsu i karate (kl. A). Od marca 1993 r. jest prezesem i dyrektorem technicznym Stowarzyszenia Idōkan Polska. Jest sōke kompletnego systemu sztuk walki Idōkan Yōshin-ryū sōgō budō i liderem Shibu Kobudō w Polsce, czyli przedstawicielstwa starych japońskich szkół sztuk walki, jak Tenshinshōden Katorishintō-ryū i Takeda-ryū. Jako długoletni praktyk posiada wysokie stopnie i tytuły mistrzowskie, m.in. w jūjutsu (10 dan, hanshi), karate (9 dan, hanshi), kobudō (8 dan, hanshi) i iaidō (8 dan, kyōshi).
Od roku 2010 jest Prezydentem IMACSSS - International Martial Arts and Combat Sports Scientific Society. Jest redaktorem naczelnym kwartalnika „Ido Movement for Culture Journal of Martial Arts Anthropology”. Opublikował ponad 800 prac naukowych, w tym 23 autorskie monografie. Był redaktorem lub współredaktorem naukowym 30 prac zbiorowych - 17 zbiorowych monografii i 13 wydawnictw typu proceedings.
Został odznaczony Srebrnym (2007) i Złotym (2023)[3] Krzyżem Zasługi.

## Wybrane publikacje
- Cynarski W.J., Sztuki walki budō w kulturze Zachodu, Wyd. WSP, Rzeszów 2000. ISBN 83-7262-072-5
- Cynarski W.J., Proces globalizacji. Dialog kultur czy konflikt wartości?, Instytut Europejskich Studiów Społecznych w Rzeszowie, Rzeszów 2002. ISBN 83-88120-90-5
- Cynarski W.J., Globalizacja a spotkanie kultur, UR, Rzeszów 2003. ISBN 83-7338-132-5
- Cynarski W.J., Teoria i praktyka dalekowschodnich sztuk walki w perspektywie europejskiej, UR, Rzeszów 2004. ISBN 83-7338-118-X
- Cynarski W.J., Recepcja i internalizacja etosu dalekowschodnich sztuk walki przez osoby ćwiczące, UR, Rzeszów 2006. ISBN 978-83-7338-244-2
- Cynarski W.J., Spotkania, konflikty, dialogi. Analiza wybranych obszarów kultury fizycznej i turystyki kulturowej, UR, Rzeszów 2008. ISBN 978-83-7338-381-4
- Cynarski W.J., Sztuki walki – Idō i Idōkan, SIP, Rzeszów 2009. ISBN 978-83-61312-85-7
- Cynarski W.J., Spotkania, konflikty, dialogi. Analiza wybranych obszarów kultury fizycznej i turystyki kulturowej, II wyd. zm., UR, Rzeszów 2010. ISBN 978-83-7338-527-6
- Warchoł K., Cynarski W.J., Wybrane problemy współczesnej teorii i metodyki wychowania fizycznego, PWSZ w Krośnie, Krosno 2011. ISBN 978-83-89295-64-4
- Cynarski W.J., Martial arts Phenomenon – Research and Multidisciplinary Interpretation, UR, Rzeszów 2012. ISBN 978-83-7338-772-0
- Cynarski W.J., Antropologia sztuk walki. Studia i szkice z socjologii i filozofii sztuk walki, UR, Rzeszów 2012. ISBN 978-83-7338-777-5
- Zeng H.Z., Cynarski W.J., Lisheng X., Martial Arts Anthropology, Participants’ Motivation and Behaviours. Martial Arts in Chanshu: Participants’ Motivation, Practice Times and Health Behaviours, Lambert Academic Publishing, Saarbrücken 2013. ISBN 978-3-659-46755-4
- Cynarski W.J., Turystyka naukowa w perspektywie socjologii wizualnej, Katedra Kulturowych Podstaw Wychowania Fizycznego, Turystyki i Rekreacji WWF UR, Rzeszów 2015. (ISBN 978-83-943702-0-6)
- Cynarski W.J., Obodyński K. [red.], Humanistyczna teoria sztuk i sportów walki – koncepcje i problemy, Wyd. UR, Rzeszów 2003. 228 s. (monografia) ISBN 83-7338-057-4
- Cynarski W.J., Obodyński K., Mirkiewicz M. [red.], Z dziejów Towarzystwa Gimnastycznego „Sokół” w Polsce w 135. rocznicę powstania, PTNKF, Rzeszów 2004. 199 s. (monografia) ISBN 83-920354-5-3
- Cynarski W.J., Obodyński K. [eds.], Tourism and Recreation in the Process of European Integration, PTNKF, Rzeszów 2004. 115 s. (monografia) ISBN 83-920354-7-X
- Obodyński K., Cynarski W.J. [eds.], International Dialogue: Global, European, National and Multicultural Dimensions of Tourism, European Academy for the Carpathian Euroregion (EACE), Rzeszów 2005. 256 pp. (monografia) ISBN 83-89721-07-4
- Obodyński K., Cynarski W.J. [eds.], Regional Tourism versus European Integration and Globalization, EACE, UR, Rzeszów 2005. 168 pp. (monografia) ISBN 83-7338-152-X
- Cynarski W.J., Kalina R.M., Obodyński K. [eds.], 1st World Scientific Congress of Combat Sports and Martial Arts. Proceedings, PTNKF, Rzeszów 2006. 92 pp. ISBN 83-89721-12-0
- Cynarski W.J., Obodyński K., Nizioł A. [eds.], Border and Transborder Tourism for European Integration, PTNKF, Rzeszów 2007. 246 pp. (monografia)
- Obodyński K., Kosiewicz J., Cynarski W.J. [eds.], Tourism in Borderlands – Multiaspect Study of Development, PTNKF, Rzeszów 2007. 202 pp. (monografia)
- Cynarski W.J., Nowakowski A., Zaborniak S. [red.], Studia z historii i teorii kultury fizycznej. Księga jubileuszowa dedykowana Profesorowi Kazimierzowi Obodyńskiemu, UR, Rzeszów 2008. ISBN 978-83-7338-419-4
- Cynarski W.J. [ed.], Martial Arts and Combat Sports – Humanistic Outlook, Rzeszów University Press, Rzeszów 2009. 172 pp. (monografia) ISBN 978-83-7338-439-2
- Cynarski W.J., Cieszkowski S. [red.], Raporty i szkice o kulturze fizycznej i zdrowotnej w perspektywie humanistycznej, UR, Rzeszów 2009. 190 s. ISBN 978-83-7338-493-4
- Cynarski W.J., Bajorek W. [red.], Problemy kultury fizycznej i zdrowotnej w ujęciu holistyczno-humanistycznym, UR, Rzeszów 2009. 245 s. ISBN 978-83-7338-496-5
- Cynarski W.J., Kubala K., Obodyński K. [eds.], 2nd World Scientific Congress of Combat Sports and Martial Arts Proceedings, September 17-19 2010, Rzeszów 2010, s. 60. ISBN 978-83-7338-571-9
- Cynarski W.J. [ed.], Selected Areas of Intercultural Dialogue in Martial Arts, UR, Rzeszów 2011, pp. 172. (monografia) ISBN 978-83-7338-638-9
- Cynarski W.J., Obodyński K., Porro N. [eds.], Sport, Bodies, Identities and Organizations: Conceptions and Problems, UR, Rzeszów 2011, pp. 400. (monografia) ISBN 978-83-7338-657-0
- Cynarski W.J., Kosiewicz J., Obodyński K. [eds.], Sport in the Context of Social Sciences, UR, Rzeszów 2012, pp. 282. ISBN 978-83-7338-813-0
- Cynarski W.J., Kosiewicz J., Obodyński K. [red.], Kultura fizyczna i sport w zwierciadle nauk społecznych, UR, Rzeszów 2012, s. 470. ISBN 978-83-7338-814-7
- Cynarski W.J., Nowakowski A., Zaborniak S. [red.], Szkice z teorii i historii wychowania fizycznego, sportu i turystyki, UR, Rzeszów 2013. ISBN 978-83-7338-911-3
- Kuwamori M., Figueiredo A., Bennett A., Koyama K., Matsuo M., Ishimatsu-Prime M., Yokoyama N., Kalina R.M., Honda S., Cynarski W.J. [eds.], Proceedings of the 2013 International Budo Conference by the Japanese Academy of Budo, University of Tsukuba, Tsukuba 2013.
- Cynarski W.J., Nizioł A. [eds.], 3rd IMACSSS International Conference Abstract Book, Rzeszów University Press, Rzeszów 2014. ISBN 978-83-7996-052-1
- Cynarski W.J., Nizioł A. [eds.], Proceedings of the 3rd IMACSSS International Conference, and 3rd World Scientific Congress of Combat Sports and Martial Arts, Rzeszów, Poland, Oct. 15-17 2014, The Lykeion Library, vol. 20, IMACSSS and UR, Rzeszów 2015. http://wf.ur.edu.pl/Dzialalnosc-naukowa/Konferencje-cykliczne/Combat-Sports/2014csma/Proceedings-IMACSSS-2014.aspx ISBN 978-83-938533-2-8.
- Zeng H.Z., Cynarski W.J. (2016), Participation Motivations of Taekwondo Athletes / Students, LAP/Lambert Academic Publishing, Saarbrücken.
- Cynarski W.J., Błażejewski W., Pasterniak W. (2016), Pedagogika nowoparadygmatyczna. W poszukiwaniu nowych inspiracji i aplikacji pedagogicznych. Monografia tematyczna, Wydawnictwo UR, Rzeszów.
- Cynarski W.J. (2017), Czas wolny, turystyka i rekreacja w perspektywie socjologicznej, Universitas, Kraków.
- Cynarski W.J. (2019), Sztuki walki i sporty walki. W kierunku ogólnej teorii / Martial Arts & Combat Sports: Towards the General Theory of Fighting Arts, Wydawnictwo Naukowe Katedra, Gdańsk.
- Cynarski W.J. (2020), Turystyka sztuk walki. Perspektywa społeczno-kulturowa / Tourism of martial Arts: social-cultural perspective, Wydawnictwo UR, Rzeszów.
- Cynarski W.J. (2021a), Metodologia badań społecznych i antropologiczno-kulturowych w naukach o kulturze fizycznej i w obszarze turystyki, Wyd. UR, Rzeszów.
- Cynarski W.J. (2021b), Leksykon sztuk walki. Mistrzowie i ich szkoły / Lexicon of fighting arts. Masters and their schools, , Wydawnictwo UR, Rzeszów.
- Cynarski W.J. (2022), Filozofia sztuk walki / Philosophy of Martial Arts, Wydawnictwo UR, Rzeszów.
- Cynarski W.J. (2023), Socjologia sztuk walki / Sociology of Fighting Arts, Wydawnictwo UR, Rzeszów.
- Cynarski W.J. (2024a), Japanese Kobudō: Prolegomena to the Anthropology of Martial Arts / Japońskie kobudō. Prolegomena do antropologii sztuk walki, Wydawnictwo UR / Rzeszow University Press, Rzeszów [in Polish and English].
- Cynarski W.J. (2024b), Karate w perspektywie antropologii / Karate in the Perspective of Anthropology, Wydawnictwo UR/ Rzeszow University Press, Rzeszów [in Polish and English].